# Терегулов, Гениатулла Нигматуллович
Гениатулла Нигматуллович Терегулов (31 мая 1891 — 4 апреля 1984) — советский врач-терапевт, учёный-курортолог, организатор высшей школы, педагог. Отличник здравоохранения СССР (1945), Заслуженный врач РСФСР (1957), Заслуженный деятель науки Башкирской АССР (1944).

## Биография
Гениатулла Нигматуллович Терегулов родился в деревне Новые Каргалы Белебеевского уезда Уфимской губернии (ныне д. Верхние Каргалы Благоварского района Республики Башкортостан). Происходит из семьи татарских мурз Терегуловых.
В 1911 году окончил учительскую школу в Казани. Несколько лет работал учителем начальной школы в татарской деревне. В 1912—1914 годах он по совместительству работал оспопрививателем в башкирских и татарских деревнях. В 1918 году окончил учительский институт в Уфе. Работал преподавателем и заведующим средней школы, в начале 20-х — лектором Московского университета трудящихся Востока. В 1925—1932 годах Г. Н. Терегулов принимал активное участие в составлении пяти учебников для татарских школ. Сделав выбор в пользу медицинской профессии, он в 1927 году окончил медицинский факультет МГУ. В 1932 году он руководил организацией Башкирского медицинского института, первого высшего медицинского учреждения в Башкирии; с 1933 по 1936 год был в нём заместителем директора (директором его не утвердили, поскольку он был беспартийным), с 1937 по 1968 год — заведующим кафедрой пропедевтики внутренних болезней. Одновременно, с 1943 по 1950 год, являлся главным терапевтом госпиталей Башкирии, а затем — Министерства здравоохранения Башкирской АССР. В 1945 году организовал Уфимский институт профессиональных заболеваний.
Является создателем научной школы курортологов. Основные научные работы посвящены изучению лечебных факторов курорта «Янган-Тау», заболеваемости нефтяников республики. В 1940 году по результатам своих исследований лечебного фактора горы
Янган-Тау он защищает докторскую диссертацию. Кроме того Терегулов был инициатором создания Красноусольского санатория.
Терегуловым было опубликовано около 60 научных работ, в том числе две монографии. Участвовал в составлении русско-башкирско-латинского словаря медицинских терминов.
Он стал родоначальником династии врачей-медиков. Его сын — Рал Гениатуллович Терегулов (1922—1998) — профессор медицины, внук Раис — кандидат медицинских наук.
Умер Г. Н. Терегулов 4 апреля 1984 года. Похоронен на Мусульманском кладбище в Уфе.

## Награды и звания
Звания:
- Доктор медицинских наук (1940)
- Профессор (1941)
- Заслуженный деятель науки Башкирской АССР (1944)
- Заслуженный врач РСФСР (1967)

Награды:
- Орден «Знак Почёта» (1944)
- Орден Трудового Красного Знамени (1949)
- Орден Ленина (1953)